# 殻半ひよこ
殻半 ひよこ（からなか ひよこ）は、日本のライトノベル作家。

## 経歴・人物
2007年、07th Expansionのノベルゲーム『ひぐらしのなく頃に』を題材にした二次創作の短編小説作品を対象とした第2回ひぐらしのなく頃に大賞（スクウェア・エニックス）にて、投稿小説「百年目の病」がギャグ・コメディ部門外海良基賞+ガンガンパワード賞を受賞。同作が商業アンソロジーに収録される。2008年12月には、「百年目の病」が弥南せいらによる作画で漫画化され、『ひぐらしのなく頃に 語咄し編 コミックアンソロジーEX.第五集』（スクウェア・エニックスガンガンコミックスアンソロジー）に収録された。
2017年9月、投稿小説「魔王様にクソリプ飛ばすのやめてください!」が第30回ファンタジア大賞（短編部門）最終候補作となる。2018年8月、投稿長篇「侵略性外来種【勇者】」が第20回エンターブレインえんため大賞ライトノベルファミ通文庫部門にて優秀賞を受賞し、同作を改題・改稿した『侵略性外来種『勇者』』で本格的に作家デビューした。また未公刊ながら、2018年11月、オリジナルアニメ原作を公募したProject ANIMA（SF・ロボットアニメ部門）小説・脚本選考に小説「Color Variation」が佳作入選している。

## 作品リスト

### 単行本
- 『侵略性外来種『勇者』』（ファミ通文庫、2019年2月）
- 『マフィアの落胤、異世界ではのんびり生きたいのでファミリーを創る』（ファミ通文庫、2020年2月）
- 『エージェントが甘えたそうに君を見ている。』（電撃文庫、2020年11月）
- 『わたしを愛してもらえれば、傑作なんてすぐなんですけど!?』（ファミ通文庫、2021年8月）

### アンソロジー収録作品
「」内が殻半の作品
- 『ひぐらしのなく頃に スクウェア・エニックス小説大賞アンソロジー 語咄し編 2』（スクウェア・エニックス企画・編集、2007年12月）「百年目の病」